# Powszechny Zakład Ubezpieczeń
Група «PZU» (пол. Powszechny Zakład Ubezpieczeń Spółka Akcyjna) — польська страхова компанія. Одна з найбільших страхових компаній у Польщі, Центральній та Східній Європі. Група PZU страхує понад 25 мільйонів поляків.

## Структура
У квітні 2014 року PZU SA (Варшава) придбала одразу 4 страхових компанії: Lietuvos Draudimas AB (Литва), AAS Balta (Латвія), Codan Forsikring A/S (Естонія) і Link4 Towarzystwo Ubezpieczeń SA (Польща).

## PZU Україна
Страхова група PZU працює в Україні.
Структура Групи PZU Україна:
- ПрАТ "Страхова компанія «ПЗУ Україна». Працює на українському ринку з 1993 р.
- ПрАТ "Страхова компанія «ПЗУ Україна страхування життя». Із 2003 року впроваджує програми ризикового та накопичувального страхування життя, що базуються на досвіді материнської компанії «PZU Zycie S.A.»;
- ТОВ «SOS Сервіс-Україна». З моменту заснування (2002 р.) займається медичним та технічним асистансом.

Українська PZU є членом Ліги страхових організацій України, Європейської Бізнес Асоціації, Американської Торгової Палати, повним членом Моторного транспортного (страхового) бюро України (МТСБУ).
Standard&Poor's Ratings Services у квітні 2015 року підтвердило довготривалий кредитний рейтинг та рейтинг фінансової надійності PZU на рівні «A» зі стабільною рейтинговою перспективою.
Група PZU є однією з найбільших фінансових інституцій Центральної та Східної Європи, яка об'єднує понад 600 страхових відділень Польщі, Литви, Латвії, Естонії та України, понад 16 тисяч співробітників, і пропонує своїм клієнтам понад 200 страхових продуктів.
Традиції Групи PZU сягають 1803 року, коли у Польщі було засновано першу страхову компанію — з того часу Група PZU забезпечує комплексний страховий захист у всіх найважливіших сферах життєдіяльності. Крім страхової діяльності Група PZU керує пенсійним та інвестиційним фондами, також програмами заощадження.
Група PZU відповідає найвищим стандартам відповідального та зваженого менеджменту, що підтверджує її присутність у складі Індексу RESPECT – каталогу компаній, що несуть соціальну відповідальність на Варшавській фондовій біржі. Наша діяльність у чотирьох сферах: безпеці, освіті, здоров’ї та культурі є проявом піклування компанії про клієнтів, партнерів та співробітників.

## Критика
Під час військового нападу Російської федерації на Україну в 2022 році «ПЗУ Україна» уникала надання можливості застрахувати життя українських військовослужбовців, спираючись на "Обмеження у прийнятті на страхування" п.8: "На страхування не приймаються фізичні особи робота яких (виконувані обов’язки) та/або хобі несуть підвищений ризик для їхнього життя та/або здоров’я.
Це вимога перестрахового товариства.